# 维泰 (音乐家)
维泰（1954年—）是越南音乐家，出生在越南海防市。
从舞台开始起步音乐事业。1977年毕业于越南舞台艺术大学，加入海防话剧团。
1986年，创作歌曲《Lời của gió》，明亮美丽的歌词和旋律征服了听众。歌手泰宝首次在海防大剧院演唱该歌曲。至今，歌手红绒和光荣都以不同方式和风格演绎歌曲。1991年离开舞台，维泰转到海防市通讯文化处附属表演组织中心创作。1993年，正式加入越南音乐家协会成员。